# Limousine
La limousine (in italiano limosina) è un tipo di autovettura con una particolare configurazione della carrozzeria a passo allungato al fine di ottenere maggiore comfort, simile a quella delle berline classiche.
Prevalentemente diffuse sul mercato nordamericano dove sono abitualmente note come stretch oppure limo, le vetture utilizzate come base per realizzare delle limousine sono solitamente delle Lincoln o delle Cadillac e più raramente Hummer, tuttavia per il mercato europeo vi sono esemplari realizzati anche su base Mercedes-Benz, Audi, Jaguar.  
La caratteristica tipica delle limousine è la partizione di carrozzeria che separa il sedile del conducente dall'abitacolo con i passeggeri.

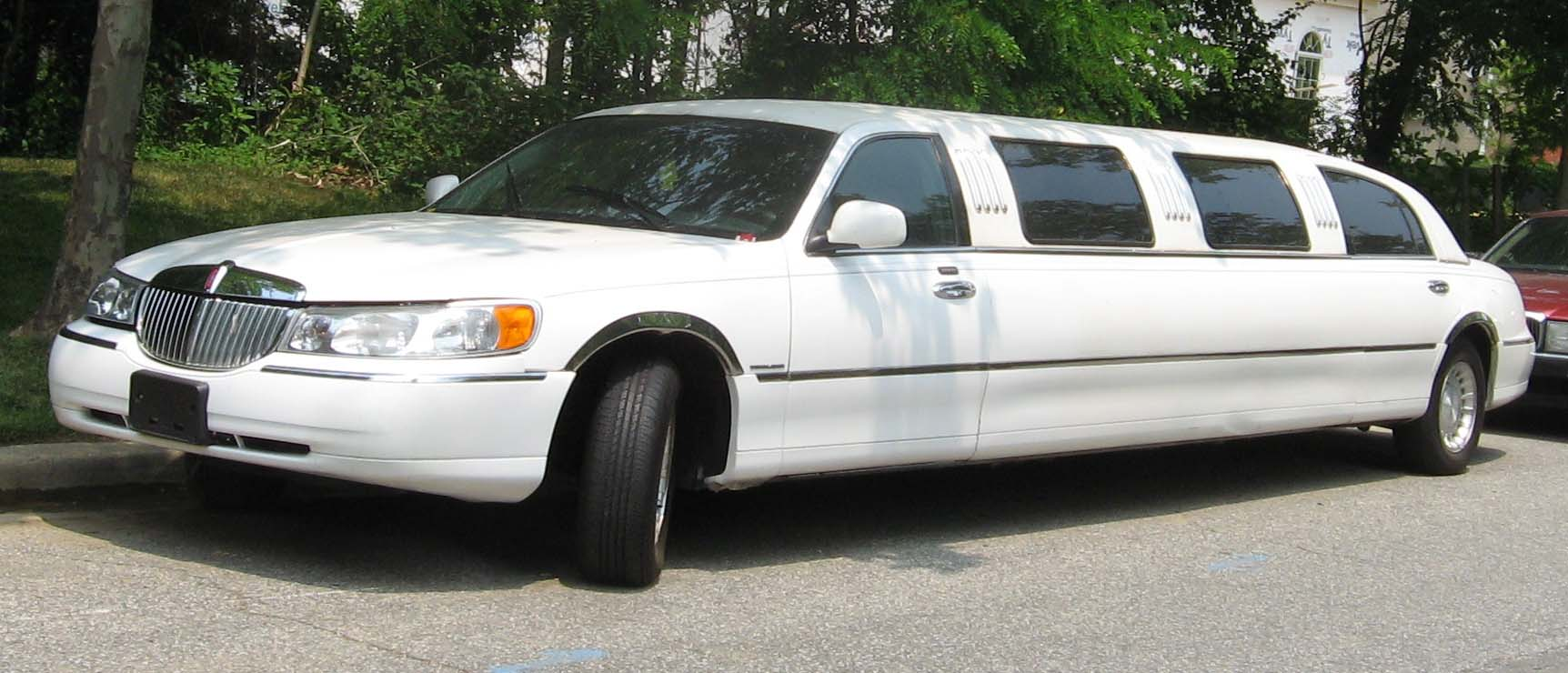
Limousine Lincoln Town Car

## Etimologia
Il termine deriva dal nome della regione francese del Limosino, per via della lunghezza della vettura, paragonabile a quella dei tipici mantelli lunghi un tempo indossati dai pastori locali.
Tuttavia in tedesco, a differenza che in molte altre lingue, il termine limousine è utilizzato per riferirsi alla berlina in senso generico, mentre la limousine propriamente intesa è indicata come stretch-limousine.
Negli Stati Uniti d'America la limousine è anche generalmente chiamata stretch.

## Caratteristiche
La configurazione interna è solitamente di tre file di sedili, delle quali le due posteriori sono spesso in configurazione faccia a faccia, ossia affacciate tra di loro, oppure con un unico o più divani disposti longitudinalmente lungo il fianco interno dell'abitacolo. Non mancano comunque anche limousine a soli quattro posti, come per esempio la Maybach 62.
Tra gli esempi di dotazione tipica di una limousine vi sono la selleria in pelle o in alcantara, inserti in legno pregiato, il frigo-bar, il tavolino per spuntini, il televisore, il telefono, l'impianto stereofonico e il divisorio scorrevole tra autista e passeggeri posteriori, ma poiché queste vetture vengono ordinate su misura dal committente, esistono anche limousine dalle dotazioni spesso eccentriche o esagerate.
Le limousine sono auto tipiche di uomini d'affari molto facoltosi, celebrità dello spettacolo e uomini politici ma sono divenute tristemente famose per essere appartenute nei decenni addietro anche a potenti capi della malavita, nonché a famosi despoti. Negli ultimi decenni le limousine hanno cominciato ad essere utilizzate anche come vetture da noleggio per turismo o in occasione di matrimoni e celebrazioni fastose di tipo simile.